# Robert Morrison
Robert Morrison (Bullers Green, 1782. január 5. – Kanton, 1834. augusztus 1.; kínai neve pinjin hangsúlyjelekkel: Mǎ Lǐxùn; magyar népszerű: Ma Li-hszün; egyszerűsített kínai: 马礼逊; hagyományos kínai: 馬禮遜) brit presbiteriánus hittérítő, sinológus.

## Élete, munkássága
Morrison már fiatalon is Biblia-forgató, istenfélő ember volt, aki egészen korán megtanul görögül, héberül és latinul. Családja akarat ellenére 1804-ben beiratkozott Londonban a misszionáriusi képzésre. Miután megtanult kínaiul, 1807-ben Makaó érintésével Kantonba utazott. Fő célkitűzése a Biblia kínai nyelvre fordítása volt. E munkája mellett egy kínai–angol szótár összeállításán is elkezdett dolgozni. 1809-ben feleségül vette az akkor 17 esztendős Mary Mortont, akitől három gyermeke született. Mary 1821-ben kolerában hunyt el, s Kantonban helyezték végső nyugalomra. Házassága napján Morrisont kinevezték a Brit Kelet-indiai Társaság tolmácsának évi 500 fontos fizetéssel.
Kínai nyelvtankönyvét 1812-ben nyomtatták ki. 1813-ra elkészült az Újszövetség kínai fordításával. 1819-ben elkezdte az Ószövetség fordítását is. Munkája során nagyban támaszkodott a már akkor létező részleges fordításokra. Munkájában közreműködött társa, William Milne is, ezzel együtt a kínai nyelvű Biblia elvitathatatlanul az ő érdeme.
Szótára nyomtatását 1815-ben kezdte meg Peter Perring Thoms nyomdász, aki a Brit Kelet-indiai Társaság megbízásából kifejezetten ezért érkezett Kínába. A háromkötetes mű teljes terjedelmében 1822-ben készült el. Ekkor Morrison elhagyta Kínát, rövid ideig Délkelet-Ázsiában tartózkodott, majd 1824-ben hazatért Londonba. 1826-ban újra megnősült. A Royal Society tagjai közé választotta. Egy hatalmas, kínai nyelvű könyvekből álló gyűjteményt adományozott a Londoni Egyetem könyvtárának.
1826-ban második feleségével együtt visszatért Kínába. 1834-ben, 52 éves korában hunyt el Kantonban.

## Fontosabb művei

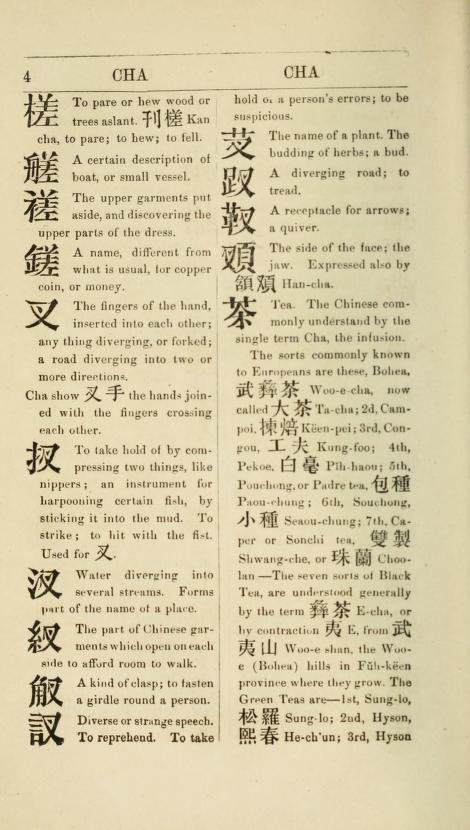
A Morrison-féle szótár egyik oldala, amely az első kínai–angol nagyszótárnak számít (kb. 1820)

- Robert Morrison. Hsin i Chao Shu (1813). Hozzáférés ideje: 2011. május 15.
- Robert Morrison. A Grammar of the Chinese Language. Serampore: Printed at the Mission-Press, 280. o. (1815). Hozzáférés ideje: 2011. május 15.
- Robert Morrison. A grammar of the Chinese language .... Serampore: Printed at the Mission-press, 280. o. (1815). Hozzáférés ideje: 2011. május 15.
- Authors	Antonio Montucci, Horae Sinicae, Robert Morrison. Urh-chĭh-tsze-tëen-se-yĭn-pe-keáou; being a parallel drawn between the two intended Chinese dictionaries, by R. Morrison and A. Montucci. Together with Morrison's Horæ Sinicæ [&c..]. MACAO: LONDON: PRINTED FOR THE AUTHOR, AND SOLD BY T. CADELL AND W. DAVIES. IN THE STRAND: AND T. BOOSEY, OLD BROAD-STREET., 141. o. (1817). Hozzáférés ideje: 2011. május 15.
- Robert Morrison. A view of China for philological purposes, containing a sketch of Chinese chronology, geography, government, religion & customs [archivált változat]. MACAO: Printed at the Honorable the East India Company's Press by P.P. Thoms ; published and sold by Black, Parbury, and Allen, Booksellers to the Honorable East India Company, London (1817). Hozzáférés ideje: 2011. május 15. [archiválás ideje: 2007. november 12.]
- Robert Morrison. A view of China for philological purposes: containing a sketch of Chinese chronology, geography, government, religion & customs, designed for the use of persons who study the Chinese language. MACAO: Printed at the Honorable the East India Company's Press by P.P. Thoms ; published and sold by Black, Parbury, and Allen, 141. o. (1817). Hozzáférés ideje: 2011. május 15.
- Robert Morrison. A Dictionary of the Chinese Language: Chinese and English arranged according to the radicals. MACAO, CHINA: Printed at the Honorable the East India Company's Press by P.P. Thoms (1819). Hozzáférés ideje: 2011. május 15.
- Robert Morrison. A Dictionary of the Chinese Language: In Three Parts, Volume 2. MACAO: Printed at the Honorable the East India Company's Press by P.P. Thoms ; published and sold by Black, Parbury, and Allen, Booksellers to the Honorable East India Company, London (1820). Hozzáférés ideje: 2011. május 15.
- Robert Morrison. A Dictionary of the Chinese Language: Chinese and English arranged according to the radicals. MACAO: Printed at the Honorable the East India Company's Press by P.P. Thoms ; published and sold by Kingsbury, Parbury, and Allen, Leadenhall Street (1822). Hozzáférés ideje: 2011. május 15.
- Robert Morrison. A dictionary of the Chinese language: in three parts, part the first containing Chinese and English, arranged according to the radicals, part the second, Chinese and English arranged alphabetically and part the third English and Chinese, Volume 1, Issue 2. MACAO: Printed at the Honorable the East India Company's Press by P.P. Thoms ; published and sold by Kingsbury, Parbury, and Allen, Leadenhall Street (1822). Hozzáférés ideje: 2011. május 15.
- Robert Morrison. A Dictionary of the Chinese Language: Chinese and English arranged according to the radicals. MACAO, CHINA: Printed at the Honorable East India company's press, by P.P. Thoms, 214. o. (1822). Hozzáférés ideje: 2011. május 15.
- Robert Morrison. A dictionary of the Chinese language: in three parts, Volume 6. MACAO, CHINA: Printed at the Honorable East India company's press, by P.P. Thoms (1822). Hozzáférés ideje: 2011. május 15.
- Robert Morrison. A dictionary of the Chinese language: in three parts, part the first containing Chinese and English, arranged according to the radicals, part the second, Chinese and English arranged alphabetically and part the third English and Chinese, Volume 1, Issue 3. MACAO: Printed at the Honorable the East India Company's Press by P.P. Thoms ; published and sold by Kingsbury, Parbury, and Allen, Leadenhall Street, 910. o. (1823). Hozzáférés ideje: 2011. május 15.
- Robert Morrison. A Dictionary of the Chinese Language, in Three Parts: English and Chinese, reprint, MACAO: Printed at the Honorable the East India Company's Press by P.P. Thoms ; published and sold by Kingsbury, Parbury, and Allen, Leadenhall Street (1823). Hozzáférés ideje: 2011. május 15.
- Robert Morrison.szerk.: reprint: A Dictionary of the Chinese Language, in Three Parts: Chinese and English arranged according to the radicals, reprint, MACAO: Printed at the Honorable the East India Company's Press by P.P. Thoms (1819). Hozzáférés ideje: 2011. május 15.
- Robert Morrison. Chinese miscellany; consisting of original extracts from Chinese authors, in the native character. London: PRINTED BY S. MCDOWALL, LEADENHALL STREET, FOR THE LONDON MISSIONARY SOCIETY: "The" Missionary soc. (1825). Hozzáférés ideje: 2011. május 15.
- Robert Morrison. Vocabulary of the Canton Dialect: Chinese words and phrases [archivált változat]. MACAO, CHINA: Printed at the Honorable East India company's press, by G.J. Steyn, and brother (1828). Hozzáférés ideje: 2011. július 6. [archiválás ideje: 2013. február 6.]
- Eliza A. Mrs. Robert Morrison. Memoirs of the life and labours Robert Morrison.... P. P. THOMS, PRINTER, Warwick Square: LONDON: Longman, Orme, Brown, and Longmans (1839). Hozzáférés ideje: 2011. május 15.
- Robert Morrison. A dictionary of the Chinese language, Volume 2, reprint, SHANGHAE: Shanghae: London Mission Press., London: Trübner & CO. (1865). Hozzáférés ideje: 2011. május 15.
- Robert Morrison. A View of China, for Philological Purposes Containing a Sketch of Chinese Chronology, Geography, Government, Religion and Customs. Elibron.com. ISBN 1402178786. Hozzáférés ideje: 2011. május 15.
- Works by Morrison, Robert, 1782-1834 - scans on Internet Archive
- The Morrison Collection Bibliography